# Lou Pearlman
Louis J. Pearlman (Flushing, Nova York, 19 de juny de 1954 - Texarkana, Texas, 19 d'agost de 2016) fou un estafador estatunidenc conegut per ser creador de bandes de pop Boy band com Backstreet Boys, N'Snyc o US5. Fou acusat d'haver comès un dels fraus més importants de la història dels Estats Units, i també de ser pedòfil. Va ser arrestat el juny del 2007 a Indonèsia i havia de complir condemna fins al 2029.
Obsessionat pels New Kids On The Block, va crear els Backstreet Boys proposant una quantia ben sucosa a una companyia discogràfica. Aquesta va convertir-se en la boyband més venedora de la història, a més d'haver-se fet un lloc més que destacable en el món de la música. En haver aconseguit tal èxit, va decidir reproduir-lo amb els N'Sync, d'on posteriorment sortiria en Justin Timberlake.